# Thamnobryum canariense
Thamnobryum canariense là một loài rêu trong họ Neckeraceae. Loài này được (Renauld & Cardot) D.G. Long mô tả khoa học đầu tiên năm 1978.